# Future-Worm!
A Future-Worm! amerikai animációs sorozat, amelyet Ryan Quincy készített a Disney XD számára.
A sorozat 2016 augusztus 1-én indult.

## Szereplők
| Szereplő      | Eredeti hang    |
| ------------- | --------------- |
| Danny Douglas | Andy Milonakis  |
| Future-Worm   | James Adomian   |
| Bug           | Jessica DiCicco |
| Doug Douglas  | Ryan Quincy     |
| Megan Douglas | Melanie Lynskey |

## Évados áttekintés
| Évad | Évad        | Epizódok | Eredeti kiadás    | Eredeti kiadás  | Magyar sugárzás | Magyar sugárzás |
| Évad | Évad        | Epizódok | Évadpremier       | Évadfinálé      | Évadpremier     | Évadfinálé      |
| ---- | ----------- | -------- | ----------------- | --------------- | --------------- | --------------- |
|      | Rövidfilmek | 4        | 2015. május 27.   | 2015. június 9. | TBA             | TBA             |
|      | 1           | TBA      | 2016. augusztus 1 | TBA             | TBA             | TBA             |

## Epizódok

### Rövidfilmek
| #  | Eredeti cím             | Magyar cím | Eredeti premier | Magyar premier |
| -- | ----------------------- | ---------- | --------------- | -------------- |
| 1. | No Anchovies            |            | 2015. május 17. |                |
| 2. | The Banana Peel Problem |            | 2015. június 2. |                |
| 3. | Insta-Beard             |            | 2015. július 4. |                |
| 4. | Future Danny            |            | 2015. július 9. |                |

### 1. évad
| #   | Eredeti cím                                    | Magyar cím | Rendezte      | Írta                          | Eredeti premier      | Magyar premier |
| --- | ---------------------------------------------- | ---------- | ------------- | ----------------------------- | -------------------- | -------------- |
| 1.  | Long Live Captain Cakerz!                      |            | Pete Michels  | Ryan Quincy                   | 2016. augusztus 1.   |                |
| 1.  | Healin' Touch With Dr. D                       |            | Pete Michels  | Nick Confalone                | 2016. augusztus 1.   |                |
| 1.  | Terrible Tuber Trouble                         |            | Pete Michels  | John Bailey Owen              | 2016. augusztus 1.   |                |
| 2.  | How To Beat A Cold... With Fists!              |            | Pete Michels  | Todd Casey                    | 2016. augusztus 8.   |                |
| 2.  | Unsolved Histories 1                           |            | Scott O'Brien | Nick Confalone                | 2016. augusztus 8.   |                |
| 2.  | Old Man Duck Head                              |            | Pete Michels  | Nick Confalone                | 2016. augusztus 8.   |                |
| 3.  | Meetiversary                                   |            | Pete Michels  | Nick Confalone                | 2016. augusztus 15.  |                |
| 3.  | Steak Starbot                                  |            | Pete Michels  | Brian Wysol                   | 2016. augusztus 15.  |                |
| 3.  | The Very Hungry Killah-Pillah                  |            | Pete Michels  | Todd Casey                    | 2016. augusztus 15.  |                |
| 4.  | Bubble Dad                                     |            | Pete Michels  | Todd Casey & Brian Wysol      | 2016. augusztus 22.  |                |
| 4.  | Future Danny and the Ghost Pirates of Tau Ceti |            | Pete Michels  | Todd Casey                    | 2016. augusztus 22.  |                |
| 4.  | Porthole to the Lizard                         |            | Pete Michels  | Todd Casey                    | 2016. augusztus 22.  |                |
| 5.  | Deunited                                       |            | Pete Michels  | Michele Cavin                 | 2016. augusztus 29.  |                |
| 5.  | Great Debates With the End of Time 1           |            | Pete Michels  | Nick Confalone                | 2016. augusztus 29.  |                |
| 5.  | The Forever Five                               |            | Pete Michels  | Todd Casey                    | 2016. augusztus 29.  |                |
| 6.  | The Bleak Shall Inherit the Earth              |            | Pete Michels  | John Bailey Owen              | 2016. szeptember 19. |                |
| 6.  | Lobster Boy Movie Trailer                      |            | Pete Michels  | John Bailey Owen              | 2016. szeptember 19. |                |
| 6.  | Makin' History                                 |            | Pete Michels  | John Bailey Owen              | 2016. szeptember 19. |                |
| 7.  | Go Help Yourself                               |            | Pete Michels  | Nick Confalone                | 2016. október 3.     |                |
| 7.  | Barl                                           |            | Pete Michels  | Brian Wysol                   | 2016. október 3.     |                |
| 7.  | Mecha-Muck Wars 1                              |            | Pete Michels  | Ryan Quincy                   | 2016. október 3.     |                |
| 8.  | Revenge Of The Anchovy Monster                 |            | Pete Michels  | Nick Confalone                | 2016. október 10.    |                |
| 8.  | Food Goggles                                   |            | Pete Michels  | Brian Wysol                   | 2016. október 10.    |                |
| 8.  | Steak Starbolt Spooktacular                    |            | Pete Michels  | Brian Wysol & Todd Casey      | 2016. október 10.    |                |
| 9.  | Robo-Carp-Alypse                               |            | Mike Morris   | Todd Casey                    | 2016. október 17.    |                |
| 9.  | The Reemen                                     |            | Pete Michels  | Brian Wysol                   | 2016. október 17.    |                |
| 9.  | Dr. D, Ghost Hunter                            |            | Pete Michels  | Adam Colás and Nick Confalone | 2016. október 17.    |                |
| 10. | Steak Starmom                                  |            | Pete Michels  | Brian Wysol                   | 2016. október 24.    |                |
| 10. | Lemonade's Last Stand                          |            | Pete Michels  | Nick Confalone                | 2016. október 24.    |                |
| 10. | This Week in Future Science                    |            | Pete Michels  | Todd Casey                    | 2016. október 24.    |                |
| 11. | The Time Travelers Council                     |            | Pete Michels  | Todd Casey                    | 2016. november 7.    |                |
| 11. | Future Danny and the Scourge of The Plierates  |            | Pete Michels  | John Bailey Owen              | 2016. november 7.    |                |
| 11. | Bug's Very Important Job                       |            | Pete Michels  | John Bailey Owen & Todd Casey | 2016. november 7.    |                |
| 12. | Bug vs. the Babysitter                         |            | Pete Michels  | Michele Cavin                 | 2016. november 14.   |                |
| 12. | Doug Race: 3939                                |            | Dave Thomas   | Nick Confalone                | 2016. november 14.   |                |
| 12. | The Panama Bananama                            |            | Pete Michels  | Michele Cavin                 | 2016. november 14.   |                |
| 13. | Future-Worm and the 54 Days of Snordfest       |            | Dan O'Connor  | Nick Confalone                | 2016. december 12.   |                |
| 13. | Lost in the Mall                               |            | Dan O'Connor  | Todd Casey                    | 2016. december 16.   |                |
| 14. | Devil on Bug's Shoulder                        |            | Pete Michels  | Todd Casey & Brian Wysol      | 2017. június 19.     |                |
| 14. | Assassin Parrot                                |            | Pete Michels  | John Bailey Owen              | 2017. június 19.     |                |
| 14. | The Never-Ending End of Time                   |            | Pete Michels  | Michele Cavin                 | 2017. június 19.     |                |
| 15. | Egg in the Family                              |            | Pete Michels  | Adam Colás                    | 2017. június 20.     |                |
| 15. | The Right to Bear Arms                         |            | Pete Michels  | Brian Wysol                   | 2017. június 20.     |                |
| 15. | This Week in Future Science                    |            | Shaun Cashman | John Baliey Owen              | 2017. június 20.     |                |
| 16. | Danny Swap: The Musical                        |            | Dan O'Connor  | Todd Casey & John Bailey Owen | 2017. június 21.     |                |
| 16. | The World According to Larp                    |            | Dan O'Connor  | Adam Colás                    | 2017. június 21.     |                |
| 16. | Mecha-Muck Wars 2                              |            | Dan O'Connor  | Ryan Quincy                   | 2017. június 21.     |                |
| 17. | O Brother, Here Art Thou                       |            | Mike Morris   | Nick Confalone                | 2017. június 22.     |                |
| 17. | Life With Barl                                 |            | Pete Michels  | Todd Casey & Michele Cavin    | 2017. június 22.     |                |
| 17. | Fyootch Fails                                  |            |               | Adam Colás                    | 2017. június 22.     |                |